# Cướp biển vùng Caribbean (loạt phim)
Cướp biển vùng Caribbean là một loạt phim giả tưởng thể loại anh hùng dân gian do Jerry Bruckheimer sản xuất và dựa trên chủ đề trò chơi trong công viên cùng tên của hãng Walt Disney Pictures. Những đạo diễn của loạt phim bao gồm Gore Verbinski (1–3), Rob Marshall (4) và Joachim Rønning cùng Espen Sandberg (5). Kịch bản phim được viết chủ yếu bởi bộ đôi Ted Elliot và Terry Rossio (1–4), các biên kịch phụ khác bao gồm Stuart Beattie (1), Jay Wolpert (1) và Jeff Nathanson (5). Nội dung của loạt phim xoay quanh những cuộc phiêu lưu của Thuyền trưởng Jack Sparrow (Johnny Depp), Hector Barbossa (Geoffrey Rush), Joshamee Gibbs (Kevin McNally), Will Turner (Orlando Bloom) và Elizabeth Swann (Keira Knightley). Cướp biển vùng Caribbean được đặt trong bối cảnh lịch sử hư cấu, một thế giới phần lớn bị thống trị bởi Đế quốc Anh, Công ty Đông Ấn Anh và Đế quốc Tây Ban Nha, với những tên cướp biển đại diện cho sự tự do bên ngoài các thế lực thống trị đó.
Loạt phim bắt đầu với phần phim đầu tiên Lời nguyền của tàu Ngọc Trai Đen ra mắt trên màn ảnh rộng vào năm 2003. Phần phim nhận được rất nhiều đánh giá tích cực từ giới phê bình và thu về 654 triệu USD trên toàn thế giới. Sau thành công vang dội của phần đầu tiên, Walt Disney Pictures tiết lộ rằng hai phần phim tiếp theo đang trong quá trình thực hiện. Phần thứ hai của loạt phim với tên gọi Chiếc rương tử thần được phát hành ba năm sau đó, tiếp tục chứng tỏ thành công vang dội của thương hiệu khi phá vỡ kỷ lục doanh thu phòng vé toàn cầu ngay trong ngày đầu công chiếu. Chiếc rương tử thần kết thúc và trở thành bộ phim đứng đầu của năm khi thu về gần 1 tỷ USD từ các phòng vé trên toàn cầu. Phần thứ ba của loạt phim, Nơi tận cùng thế giới tiếp tục được khởi chiếu vào năm 2007, và phần phim thứ tư, Suối nguồn tươi trẻ được ra mắt vào năm 2011 với các định dạng 2D thông thường, Digital 3D và IMAX 3D. Phần phim thứ tư cũng đạt thành công lớn khi cũng thu về hơn 1 tỷ USD, trở thành phần phim cao thứ hai của loạt phim và phim điện ảnh thứ tám trong lịch sử đạt được cột mốc này.
Tính đến hết phần phim thứ tư, thương hiệu loạt phim đã thu về 4,5 tỷ USD trên toàn cầu; đứng thứ 14 trong danh sách loạt phim có doanh thu cao nhất mọi thời đại và đây cũng là loạt phim đầu tiên có nhiều hơn một bộ phim thu về 1 tỷ USD trên toàn cầu. Phần thứ năm của loạt phim có tên gọi Salazar báo thù được công chiếu vào ngày 26 tháng 5 năm 2017.

## Phim điện ảnh
| Phim                         | Ngày phát hành ở Mỹ | Đạo diễn                          | Biên kịch                   | Câu chuyện                                               | Nhà sản xuất      |
| ---------------------------- | ------------------- | --------------------------------- | --------------------------- | -------------------------------------------------------- | ----------------- |
| Lời nguyền tàu Ngọc Trai Đen | 9 tháng 7 năm 2003  | Gore Verbinski                    | Ted Elliott và Terry Rossio | Terry Rossio, Ted Elliott, Stuart Beattie và Jay Wolpert | Jerry Bruckheimer |
| Chiếc rương tử thần          | 7 tháng 7 năm 2006  | Gore Verbinski                    | Ted Elliott và Terry Rossio | Terry Rossio và Ted Elliott                              | Jerry Bruckheimer |
| Nơi tận cùng thế giới        | 25 tháng 5 năm 2007 | Gore Verbinski                    | Ted Elliott và Terry Rossio | Terry Rossio và Ted Elliott                              | Jerry Bruckheimer |
| Suối nguồn tuơi trẻ          | 20 tháng 5 năm 2011 | Rob Marshall                      | Ted Elliott và Terry Rossio | Terry Rossio và Ted Elliott                              | Jerry Bruckheimer |
| Salazar báo thù              | 26 tháng 5 năm 2017 | Joachim Rønning và Espen Sandberg | Jeff Nathanson              | Terry Rossio và Jeff Nathanson                           | Jerry Bruckheimer |
| Untitled sixth film          | TBA                 | Joachim Rønning                   | Ted Elliott và Craig Mazin  | Ted Elliott và Craig Mazin                               | Jerry Bruckheimer |

### Cướp biển vùng Caribbean: Lời nguyền của tàu Ngọc Trai Đen(2003)
Người thợ rèn Will Turner liên kết với tên cướp biển lập dị thuyền trưởng Jack Sparrow nhằm cứu người yêu của Turner Elizabeth Swann từ những tên cướp biển bất tử do cựu thuyền phó nổi loạn của Jack thuyền trưởng Barbossa cầm đầu. Jack cũng muốn trả thù Barbossa vì đã bỏ lại hắn mắc kẹt trên một hòn đảo trước khi đánh cắp con tàu Ngọc Trai Đen của hắn cùng 882 thỏi vàng Aztec bị nguyền rủa.

### Cướp biển vùng Caribbean: Chiếc rương tử thần(2006)
Quan đô đốc Cutler Beckett của Công ty Thương mại Đông Ấn bắt giữ Will và Elizabet vì giúp đỡ thuyền trưởng Jack Sparrow tẩu thoát ở phần phim trước. Beckett còn đề nghị sự khoan hồng nếu Will đồng ý giúp hắn tìm kiếm chiếc la bàn của Jack trong nỗ lực kiếm tìm Chiếc rương tử thần - phía bên trong nó là trái tim của nhân vật phản diện Davy Jones, sẽ góp phần giúp Beckett kiểm soát các vùng biển. Tuy nhiên Jack cũng muốn Chiếc rương để thoát khỏi một khoản nợ chưa thanh toán với Jones, kẻ đã nâng tàu Ngọc Trai Đen từ dưới đáy biển (sau khi nó bị Beckett đánh chìm), khiến 13 năm làm thuyền trưởng của Jack đổi lấy 100 năm phục vụ trên tàu của Jones.

### Cướp biển vùng Caribbean: Nơi tận cùng thế giới(2007)
Quan đô đốc Beckett đoạt được quyền lực từ Davy Jones và với sự giúp đỡ từ tàu của Jones, Người Hà Lan Bay, hiện giờ hắn đang thực hiện kế hoạch của mình nhằm dập tắt nghề cướp biển mãi mãi. Để cùng đứng lên chống lại Công ty Thương mại Đông Ấn, Will, Elizabeth và Barbossa cùng lập kế hoạch giải cứu Jack Sparrow khỏi Đáy biển của Davy Jones. Là một trong Chín Trùm Cướp biển của Hội đồng, Jack có vai trò rất quan trọng để triệu hồi một nữ thần cổ đại, Calypso, với nguồn sức mạnh điều khiển biển cả, nhằm đánh bại kế hoạch của Beckett và âm mưu trừ khử người tình xưa của Davy Jones.

### Cướp biển vùng Caribbean: Suối nguồn tươi trẻ(2011)
Thuyền trưởng Jack Sparrow có nhiệm vụ tìm kiếm Suối nguồn Tuổi trẻ trong thần thoại và vô tình gặp phải người yêu cũ Angelica. Cô ép Jack lên tàu Sự trả thù của Nữ hoàng Anne do tên cướp biển khét tiếng Râu Đen làm thuyền trưởng, đồng thời cũng là cha của Angelica. Cả hai cũng đang tìm kiếm Suối nguồn; nếu Angelica muốn cứu linh hồn của cha cô thì Râu Đen lại muốn thoát khỏi một lời tiên tri về cái chết của hắn gây ra bởi một người thọt một chân. Tham gia cuộc săn tìm còn có cựu thuyền trưởng cướp biển Barbossa, hiện giờ đang là chỉ huy tàu tư nhân trong đội Hải quân của Vua George II. Hắn còn đối đầu với Hải quân Tây Ban Nha trong cuộc đua săn tìm Suối nguồn.

### Cướp biển vùng Caribbean: Salazar báo thù(2017)
Bị đẩy vào một cuộc phiêu lưu hoàn toàn mới, thuyền trưởng Jack Sparrow (Johnny Depp) luôn phụ thuộc vào vận may của mình tìm thấy những cơn gió không may thổi tới thậm chí còn mạnh hơn khi những tên cướp biển ma quái chết chóc được dẫn đầu bởi kẻ thù cũ của anh, tên cướp biển đáng sợ Salazar (Javier Bardem). Hắn trốn thoát khỏi Tam giác quỷ và quyết tâm giết sạch mọi cướp biển bao gồm cả anh. Hi vọng duy nhất của thuyền trưởng Jack trong những lời nói dối sống còn là tìm ra cây đinh ba huyền thoại của Poseidon, một vật tạo tác quyền năng ban cho toàn quyền kiểm soát sở hữu của nó ở khắp các vùng biển.

### Phần phim thứ sáu
Không lâu trước khi phát hành On Stranger Tides, có thông tin rằng Disney đang có kế hoạch quay nối tiếp phần thứ năm và thứ sáu, mặc dù cuối cùng chỉ có phần thứ năm được phát triển. Đến tháng 3 năm 2017, đạo diễn Joachim Rønning tuyên bố rằng Dead Men Tell No Tales chỉ là phần mở đầu của cuộc phiêu lưu cuối cùng, xác nhận rằng đây sẽ không phải là phần cuối cùng của loạt phim. Vào tháng 9 năm 2017, nhà sản xuất Jerry Bruckheimer cho biết rằng một Cướp biển vùng Caribe khác vẫn đang được phát triển. Vào tháng 10 cùng năm, Kaya Scodelario nói rằng cô ấy đã được ký hợp đồng để trở lại cho phần sáu. Ngay sau đó, có thông tin xác nhận rằng Rønning sẽ đạo diễn bộ phim. Vào tháng 5 năm 2020, Bruckheimer nhận xét rằng bản thảo đầu tiên của kịch bản cho phần phim thứ sáu sẽ sớm được hoàn thành. Vào ngày 20 tháng 4 năm 2022, trong phiên tòa xét xử tội danh phỉ báng vợ cũ Amber Heard, Depp xác nhận anh sẽ không trở lại cho bộ phim thứ sáu trong loạt phim này. Đến nay, phần này xem như đã bị hủy bỏ.

## Phim ngắn

### Tales of the Code: Wedlocked(2008)
Wenches Scarlett (Lauren Maher) và Giselle (Vanessa Branch) cùng nhau sửa người kết hôn trong đám cưới của họ, trong đó họ sẽ kết hôn với từng vị chú rể. Sau khi nhận ra cả hai chú rể của họ là cùng một người - Jack Sparrow - hai thiếu nữ tự nhận thấy bản thân họ trong một buổi đấu giá do Người đấu giá điều khiển. Bộ phim ngắn có vai trò như một phần phim sau của Lời nguyền của tàu Ngọc Trai Đen, giải thích vì sao con thuyền Jolly Mon của Jack bị nhìn thấy đánh chìm ở đoạn đầu của toàn bộ câu chuyện, và giải thích vì sao hai thiếu nữ Scarlett và Giselle cảm thấy rất khó chịu với anh, và nó cũng ẩn nghĩa cách Cotton mất lưỡi của mình như thế nào. Cốt truyện lấy cảm hứng từ "Cảnh đấu giá" trong cuộc đi xe đầu tiên.
Bộ phim ngắn do James Ward Byrkit đạo diễn  và chỉ bao gồm các tính năng đặc biệt trong đĩa 3D Blu-ray/2D Blu-ray/DVD 15 của Mỹ + hộp Bản sao Kĩ thuật số bao gồm các phần Cướp biển 1-4; và trong một hộp 5 đĩa tương tự ở Vương quốc Anh.

## Sản xuất

### Phần một
Trong đầu thập niên 1990 các biên kịch Ted Elliott và Terry Rossio đã tưởng tượng một cuộc phiêu lưu siêu nhiên về thể loại cướp biển sau khi hoàn thành xong công việc với Aladdin, nhưng không hề có sự quan tâm từ bất kỳ xưởng phim nào. Không chịu nản lòng, đội viết kịch bản phủ nhận việc từ bỏ giấc mơ, tiếp tục chờ đợi một xưởng phim đưa cảnh quay của họ lên phim trên một câu chuyện cướp biển. Disney đã nhờ Jay Wolpert viết một kịch bản dựa trên Cướp biển vùng Caribbean nhưng bị nhà sản xuất Jerry Bruckheimer từ chối, ông thấy nó là "một bộ phim cướp biển quá chân thật". Bruckheimer đưa Stuart Beattie đến để viết lại kịch bản tháng 3 năm 2002 bởi sự am hiểu của ông về nghề cướp biển, và sau tháng đó Elliott và Rossio cũng được tham gia. Lấy cảm hứng từ một bài tường thuật mở của Cướp biển vùng Caribbean, Elliot và Rossio quyết định đưa vào phim một khía cạnh siêu nhiên. Ngay khi ngân sách làm phim tăng, Michael Eisner và Robert Iger đe dọa sẽ hủy bỏ bộ phim, dù Bruckheimer đã khiến họ đổi ý khi cho họ xem khái niệm nghệ thuật và các hoạt cảnh.
Tháng 6 năm 2002 Gore Verbinski ký hợp đồng làm đạo diễn Lời nguyền tàu Ngọc Trai Đen, còn Johnny Depp và Geoffrey Rush ký trong tháng tiếp theo để đóng vai chính. Verbinski đã bị thu hút về ý tưởng sử dụng kĩ thuật hiện đại để phục hồi một thể loại, một trong số đó đã biển mất sau kỷ nguyên vàng của Hollywood và gợi lại những kỷ niệm thời thơ ấu của ông về chuyến đi; ông cảm thấy bộ phim là một cơ hội để vinh dang sắc thái "đáng sợ và vui vẻ" của nó. Depp bị cuốn hút vào câu chuyện bởi anh thấy nó thật kì quặc: thay vì cố gắng tìm thấy kho báu, đoàn thủy thủ của Ngọc Trai Đen lại cố gắng hoàn trả nó để nâng lời nguyền của họ lên; đồng thời cuộc nổi loạn truyền thống đã diễn ra. Verbinski đã tiếp cận Rush cho vai diễn Barbossa, bởi ông biết rằng ông sẽ không đóng nó với những nỗ lực phức tạp, nhưng với tính chất đê hèn đơn giản để phù hợp với sắc thái của câu chuyện. Orlando Bloom đọc kịch bản ngay sau Rush, người anh vẫn cùng đang làm việc trong Ned Kelly, đã gợi ý nó đến anh. Keira Knightley đến giống như một sự bất ngờ dành cho Verbinski: dù chưa từng nhìn thấy diễn xuất của cô Bend It Like Beckham nhưng ông rất ấn tượng với buổi diễn thử của cô. Tom Wilkinson từng được đàm phán để đóng vai Thống đốc Swann, nhưng vai diễn đã được trao cho Jonathan Pryce, người mà Depp rất thần tượng.
Lời nguyền tàu Ngọc Trai Đen bắt đầu bấm máy ngày 9 tháng 10 năm 2002 và được hoàn thành ngày 7 tháng 3 năm 2003. Trước ngày công chiếu nhiều nhà điều hành và nhà báo từng mong đợi bộ phim thất bại, bởi thể loại cướp biển đã không thành công trong nhiều năm, bộ phim dựa trên chủ đề của công viên và Depp ít khi thực hiện một bộ phim lớn. Tuy nhiên Lời nguyền tàu Ngọc Trai Đen đã đạt thành công cả về mặt phê bình và thương mại ngoài mong đợi.

### Phần hai và ba
Sau khi chứng kiến phần một ăn khách đến mức nào, dàn diễn viên tiếp tục ký cho hai phần tiếp theo sẽ được quay đối ứng, một quyết định thực tế trên một phần của Disney để cho phép nhiều thời gian hơn với cùng dàn diễn viên. Các biên kịch Ted Elliott và Terry Rossio với cùng một dàn diễn viên, họ không miễn phí để phát minh ra những nhân vật và tình huống hoàn toàn khác biệt, như với loạt phim Indiana Jones và James Bond, vì vậy phải biến Lời nguyền của tàu Ngọc Trai Đen một cách có hiệu lực trở thành phần đầu tiên của bộ ba. Họ muốn khám phá sự thật về chuyện gì sẽ xảy ra sau cảnh ôm hôn của Will Turner và Elizabeth Swann ở cuối phần đầu tiên, và ban đầu coi Suối nguồn tuổi trẻ là thiết bị điều khiển cốt truyện. Họ dự định giới thiệu Davy Jones, tàu Hà Lan Bay và Kraken, một thần thoại được đề cập đến hai lần trong phần một. Họ còn giới thiệu lịch sử của Công ty Thương mại Đông Ấn (cũng được đề cập trong phần một), đối với họ đại diện cho một đối trọng với những chủ đề về quyền tự do cá nhân do những tên cướp biển đại diện.
Các phần phim tiếp theo bắt đầu quay ngày 28 tháng 2 năm 2005, với Chiếc rương tử thần kết thúc ngày 1 tháng 3 năm 2006, và Nơi tận cùng thế giới kết thúc ngày 10 tháng 1 năm 2007. Phần hai của phim cũng là bộ phim đầu tiên có nét đặc trưng của phim Disney với logo hãng Walt Disney Pictures hiện nay do máy tính tạo ra xuất hiện ở đầu phim.

### Phần bốn
Rossio và Elliot phát hiện ra cuốn tiểu thuyết Dòng thủy triều lạ trong quá trình sản xuất Chiếc rương tử thần và Nơi tận cùng thế giới và quyết định sử dụng nó làm cơ sở cho phần phim thứ tư. Vì Gore Verbinski không thể tham gia, Bruckheimer đã mời Rob Marshall làm đạo diễn bộ phim. Elliot và Rossio quyết định thực hiện một bộ phim độc lập, với một câu chuyện hỗ trợ thêm các nhân vật mới, đồng thời kết hợp những yếu tố từ tiểu thuyết như Râu Đen, Suối nguồn tuổi trẻ và những nàng tiên cá, sau đó cả ba đều từng được nhắc đến trong các phần phim trước. Depp, Rush, Greg Ellis và Kevin McNally tiếp tục trở lại những vai diễn của họ, và dàn diễn viên mới được bổ sung là Ian McShane vai Râu Đen và Penélope Cruz vai Angelica, con gái của Râu Đen, đồng thời cũng là người tình của Jack. Một sự bổ sung nữa là Richard Griffiths vai vua George II của Anh. Sau chi phí sản xuất tốn kém của cả hai bộ phim cùng một lúc, Disney cố gắng để mở rộng xuống phần thứ tư nhưng đưa ra ngân sách thấp hơn, dẫn đến những địa điểm rẻ hơn và cảnh quay cũng ít hơn với những hiệu ứng đặc biệt. Phim còn được quay ở định dạng 3D, với các máy quay phim tương tự từng sử dụng trong Avatar.
Dòng thủy triều lạ bắt đầu quay ngày 14 tháng 6 năm 2010 và kết thúc ngày 19 tháng 1 năm 2010. Phim được công chiếu tại Hoa Kỳ ngày 20 tháng 5 năm 2011. Với ngân sách 378.5 triệu USD, Dòng thủy triều lạ giữ kỷ lục cho bộ phim có kinh phí cao nhất từng được thực hiện.

### Phần năm
Ngày 14 tháng 1 năm 2011, có thông tin xác nhận rằng Terry Rossio sẽ viết kịch bản cho phần phim thứ năm mà không có đồng biên kịch Ted Elliott. Ngày 11 tháng 1 năm 2013, Jeff Nathanson ký hợp đồng để viết kịch bản cho bộ phim. Ngày 29 tháng 5 năm 2013, có thông báo rằng những đạo diễn người Na Uy Joachim Rønning và Espen Sandberg được lựa chọn để đạo diễn phim. Ngày 22 tháng 8 năm 2013, hai người tiết lộ rằng tiêu đề của phần năm là Dead Men Tell No Tales, ám chỉ đến dòng liên quan nổi tiếng từ sức hấp dẫn của chủ đề công viên Cướp biển vùng Caribbean. Hai người còn xác nhận họ đang thực hiện bộ phim, nói quá kịch bản của Jeff Nathanson thật "hài hước và cảm động", và họ được truyền cảm hứng từ phần phim đầu tiên Lời nguyền tàu Ngọc Trai Đen. Ngày 10 tháng 9 năm 2013, Disney đẩy ngược lịch chiếu 2015 ban đầu của phim, với các nguồn chỉ ra rằng ngày công chiếu vào mùa hè năm 2016 là có khả năng. Nhà sản xuất Jerry Bruckheimer tiết lộ những vấn đề kịch bản ở đằng sau sự trì hoãn, và Jeff Nathanson đang làm việc trong một nỗ lực thứ hai dựa trên một bản phác thảo được đón nhận tốt. Trong khi ban đầu Disney thông báo lịch chiếu vào ngày 7 tháng 7 năm 2017, Salazar báo thù được công chiếu vào ngày 26 tháng 5 năm 2017.

## Diễn viên chính
| Nhân vật                  | Phim                                                              | Phim                                                 | Phim                                                   | Phim                                                 | Phim                                             |
| Nhân vật                  | Cướp biển vùng Caribbean: Lời nguyền của tàu Ngọc Trai Đen (2003) | Cướp biển vùng Caribbean: Chiếc rương tử thần (2006) | Cướp biển vùng Caribbean: Nơi tận cùng thế giới (2007) | Cướp biển vùng Caribbean: Suối nguồn tươi trẻ (2011) | Cướp biển vùng Caribbean: Salazar báo thù (2017) |
| ------------------------- | ----------------------------------------------------------------- | ---------------------------------------------------- | ------------------------------------------------------ | ---------------------------------------------------- | ------------------------------------------------ |
| Jack Sparrow              | Johnny Depp                                                       | Johnny Depp                                          | Johnny Depp                                            | Johnny Depp                                          | Johnny Depp                                      |
| Hector Barbossa           | Geoffrey Rush                                                     | Geoffrey Rush                                        | Geoffrey Rush                                          | Geoffrey Rush                                        | Geoffrey Rush                                    |
| Joshamee Gibbs            | Kevin McNally                                                     | Kevin McNally                                        | Kevin McNally                                          | Kevin McNally                                        | Kevin McNally                                    |
| Will Turner               | Orlando Bloom                                                     | Orlando Bloom                                        | Orlando Bloom                                          |                                                      | Orlando Bloom                                    |
| Elizabeth Swann           | Keira Knightley                                                   | Keira Knightley                                      | Keira Knightley                                        |                                                      | Keira Knightley                                  |
| James Norrington          | Jack Davenport                                                    | Jack Davenport                                       | Jack Davenport                                         |                                                      |                                                  |
| Weatherby Swann           | Jonathan Pryce                                                    | Jonathan Pryce                                       | Jonathan Pryce                                         |                                                      |                                                  |
| Pintel                    | Lee Arenberg                                                      | Lee Arenberg                                         | Lee Arenberg                                           |                                                      |                                                  |
| Ragetti                   | Mackenzie Crook                                                   | Mackenzie Crook                                      | Mackenzie Crook                                        |                                                      |                                                  |
| Mullroy                   | Angus Barnett                                                     |                                                      | Angus Barnett                                          |                                                      | Angus Barnett                                    |
| Murtogg                   | Giles New                                                         |                                                      | Giles New                                              |                                                      | Giles New                                        |
| Anamaria                  | Zoe Saldana                                                       |                                                      |                                                        |                                                      |                                                  |
| Davy Jones                |                                                                   | Bill Nighy                                           | Bill Nighy                                             |                                                      |                                                  |
| Bootstrap Bill Turner     |                                                                   | Stellan Skarsgård                                    | Stellan Skarsgård                                      |                                                      |                                                  |
| Cutler Beckett            |                                                                   | Tom Hollander                                        | Tom Hollander                                          |                                                      |                                                  |
| Tia Dalma Calypso         |                                                                   | Naomie Harris                                        | Naomie Harris                                          |                                                      |                                                  |
| Sao Feng                  |                                                                   |                                                      | Châu Nhuận Phát                                        |                                                      |                                                  |
| Thuyền trưởng Teague      |                                                                   |                                                      | Keith Richards                                         | Keith Richards                                       |                                                  |
| Henry Turner              |                                                                   |                                                      | Dominic Scott Kay                                      |                                                      | Brenton Thwaites Lewis McGowan (trẻ)             |
| Angelica                  |                                                                   |                                                      |                                                        | Penélope Cruz                                        |                                                  |
| Edward "Blackbeard" Teach |                                                                   |                                                      |                                                        | Ian McShane                                          |                                                  |
| Philip Swift              |                                                                   |                                                      |                                                        | Sam Claflin                                          |                                                  |
| Syrena                    |                                                                   |                                                      |                                                        | Àstrid Bergès-Frisbey                                |                                                  |
| Scrum                     |                                                                   |                                                      |                                                        | Stephen Graham                                       | Stephen Graham                                   |
| Armando Salazar           |                                                                   |                                                      |                                                        |                                                      | Javier Bardem                                    |
| Carina Smyth              |                                                                   |                                                      |                                                        |                                                      | Kaya Scodelario                                  |

## Thành phần sản xuất
| Vai trò        | Phim                                                  | Phim                       | Phim                       | Phim                                | Phim                             |
| Vai trò        | Lời nguyền của tàu Ngọc Trai Đen                      | Chiếc rương tử thần        | Nơi tận cùng thế giới      | Suối nguồn tươi trẻ                 | Salazar báo thù                  |
| -------------- | ----------------------------------------------------- | -------------------------- | -------------------------- | ----------------------------------- | -------------------------------- |
| Đạo diễn       | Gore Verbinski                                        | Gore Verbinski             | Gore Verbinski             | Rob Marshall                        | Joachim Rønning & Espen Sandberg |
| Nhà sản xuất   | Jerry Bruckheimer                                     | Jerry Bruckheimer          | Jerry Bruckheimer          | Jerry Bruckheimer                   | Jerry Bruckheimer                |
| Biên kịch      | Ted Elliott & Terry Rossio Stuart Beattie Jay Wolpert | Ted Elliott & Terry Rossio | Ted Elliott & Terry Rossio | Ted Elliott & Terry Rossio          | Jeff Nathanson                   |
| Âm nhạc        | Hans Zimmer và Klaus Badelt                           | Hans Zimmer                | Hans Zimmer                | Hans Zimmer with Rodrigo y Gabriela | Geoff Zanelli                    |
| Quay phim      | Dariusz Wolski                                        | Dariusz Wolski             | Dariusz Wolski             | Dariusz Wolski                      | Paul Cameron                     |
| Phân loại MPAA | PG-13                                                 | PG-13                      | PG-13                      | PG-13                               | PG-13                            |
| Độ dài         | 143 phút                                              | 150 phút                   | 169 phút                   | 136 phút                            | TBD                              |

## Giải Oscar
3 tập đầu đã nhận được 11 đề cử nhưng chỉ giành được 1 giải.
| Giải               | Tham dự                          | Tham dự             | Tham dự               |
| Giải               | Lời nguyền của tàu Ngọc trai đen | Chiếc rương tử thần | Nơi tận cùng thế giới |
| ------------------ | -------------------------------- | ------------------- | --------------------- |
| Vai nam chính      | Đề cử (Johnny Depp)              |                     |                       |
| Chỉ đạo nghệ thuật |                                  | Đề cử               |                       |
| Hóa trang          | Đề cử                            |                     | Đề cử                 |
| Biên tập âm thanh  | Đề cử                            | Đề cử               |                       |
| Âm thanh           | Đề cử                            | Đề cử               |                       |
| Hình ảnh           | Đề cử                            | Giành giải          | Đề cử                 |